# Ćuk-konverter
Ćuk-konverteren

(nogle gange ukorrekt stavet Cuk, Čuk eller Cúk) er en type switch-mode-strømforsyning, som kan have en output-spænding, som er større end eller mindre end input-spændingen.
Den uisolerede udgave kan dog kun have omvendt polaritet mellem input og output. Ćuk-konverteren anvender en kondensator som dens primære energilagringskomponent, i modsætning til de fleste andre som anvender en spole. Ćuk-konverteren er opkaldt efter Slobodan Ćuk ved California Institute of Technology, som først præsenterede designet i en artikel.
Ćuk udtales som Chook. Stavningerne Cuk, Čuk eller Cúk er almindelige, men ukorrekte: C, Č og Ć er tre forskellige bogstaver i serbisk, hvorimod Ú ikke anvendes overhovedet.
Det bemærkelsesværdige ved den uisolerede eller isolerede Ćuk-konverter er, at de er mere effektive - og udsætter alle komponenter for mindre stressniveau - for samme input/output af spændinger og strøm - sammenlignet med næsten alle andre smps-topologier.
Historisk har Ćuk-konverterens omdømme spændt lige fra umulig/vanskelig at designe til at blive udnævnt til verdens bedste smps.
Grunden til at den på et tidspunkt blev anset for umulig/vanskelig, skyldes sandsynligvis designudgaven med de to spoler koblet sammen til en transformator – og især Integrated Magnetics Cuk Converter-designudgaven.
Patenterne på (de oprindelige) Ćuk-konverter designs er udløbet ifølge denne reference.
Referencer på nogle af de udløbne (ældre end 20-25 år) patenter er her.

## Uisoleret Ćuk-konverter

### Driftsprincip
En uisoleret Ćuk-konverter består af to spoler, to kondensatorer, en kontakt (normalt en transistor) og en passiv kontakt (dioden). Ćuk-konverterens diagram kan ses i figur 1. Den uisolerede Ćuk-konverters output-spænding er negativ i forhold til input-spændingen (inverterende).
Kondensatoren C anvendes til at overføre energi og forbindes vekslende til input og til output af konverteren via kommutation af transistoren og dioden (se figur 2 og 3).
De to spoler L1 og L2 anvendes til at konvertere respektiv input-spændingskilden (Vi) – og output-spændingskilden (Co) til strømkilder. Faktisk, over en kort tidsskala, kan en spole opfattes som en strømkilde, der bibeholder en konstant strøm. Denne omsætning er nødvendig – hvis kondensatoren blev forbundet direkte til spændingskilden, ville strømmen kun blive begrænset af (parasitiske) modstande, hvilket ville resultere i et højt energitab. Ladning af en kondensator med en strømkilde (spolen) forhindrer resistiv strømbegrænsning og dets associerede energitab.
Som med andre konvertere (Buck-konverter, Boost-konverter, Buck-boost-konverter) kan Ćuk-konverteren enten arbejde i kontinuert (CCM) eller diskontinuert strømdrift (DCM).

### Vedvarende/kontinuert strømdrift (CCM)
Ved ligevægt, er energien gemt i spolerne den samme ved starten og slutningen af kommutationscyklen. Energien i en spole er givet ved:
{\displaystyle E={\frac {1}{2}}LI^{2}}
Det er underforstået at strømmen gennem spolerne er den samme ved starten og slutningen af kommutationscyklen. Da udviklingen af strømmen gennem en spole er relateret til spændingen over den:
{\displaystyle V_{L}=L{\frac {dI}{dt}}}
ses det at middelspændingen over spolen i en kommutationsperiode skal være nul for at opfylde ligevægtskravene.
Hvis vi antager at kondensatorene C og Co er store nok til at spændingsfluktuationer over dem er ubetydelig, vil spolespændingerne være:
- i transistor off-tilstanden, spolen L1 er forbundet i serie med Vi og C (se figur 2). Derfor {\displaystyle V_{L1}=V_{i}-V_{C}}. Da dioden D er ledende (vi antager nul volt spændingsfald), er L2 direkte forbundet til output-kondensatoren. Derfor {\displaystyle V_{L2}=V_{o}}

- i transistor on-tilstanden, spolen L1 er direkte forbundet til input-kilden. Derfor {\displaystyle V_{L1}=V_{i}}. Spole L2 er forbundet i serie med C og output-kondensatoren, så {\displaystyle V_{L2}=V_{o}-V_{C}}

Konverteren drives i on-tilstand fra t=0 til t=D·T (D er pulsbredden), og i off-tilstand fra D·T til T (der er i en periode lig (1-D)·T). Middelværdierne af VL1 og VL2 er derfor:
{\displaystyle {\bar {V}}_{L1}=D\cdot V_{i}+\left(1-D\right)\cdot \left(V_{i}-V_{C}\right)=\left(V_{i}-(1-D)\cdot V_{C}\right)}
{\displaystyle {\bar {V}}_{L2}=D\left(V_{o}-V_{C}\right)+\left(1-D\right)\cdot V_{o}=\left(V_{o}-D\cdot V_{C}\right)}
Da begge middelspændinger skal være nul for at opfylde ligevægtsbetingelserne, kan vi derfor skrive, ved at anvende sidste ligning:
{\displaystyle V_{C}={\frac {V_{o}}{D}}}
Så middelspændingen over L1 bliver:
{\displaystyle {\bar {V}}_{L1}=\left(V_{i}+(1-D)\cdot {\frac {V_{o}}{D}}\right)=0}
Som kan skrives som:
{\displaystyle {\frac {V_{o}}{V_{i}}}=-{\frac {D}{1-D}}}
Som det kan ses er denne relation den samme som fås for Buck-boost-konverteren.

### Designfif
Kondensatorene skal være lav-ESR kondensatorer. Ved højere frekvenser foretrækkes C fx at være en 3,3uF lav-ESR keramisk kondensator.
Transistoren, kondensatoren C og dioden vil under skift til "on" af transistoren, kortslutte C indtil dioden går "off". Dette forårsager en kraftig strømpuls, som vil sænke effektiviteten. En måde at hindre/minske denne strømpuls er ved at sætte en ferritperle på en af diodebenene.

### Uisoleret coupled inductor Ćuk-konverter
De to spoler kan vikles på samme kerne (uisoleret Coupled Inductor Ćuk Converter) og dermed udgøre en transformator med fordelen at input og output kan designes ripple-løs (ved CCM). Designet kræver et omhyggeligt design for at være stabilt.

## Isoleret Ćuk-konverter
Ćuk-konverter kan designes i en isoleret udgave. Der skal tilføjes en AC-transformator (uden ferritgab) og en kondensator.
Fordelen ved denne udgave er, at man frit kan vælge output-spændingernes polariteter i forhold til input-spændingen.
Ligesom den ikke-isolerede Ćuk-konverter, kan den isolerede Ćuk-konverter have en output-spænding, som er større end eller mindre end input-spændingen, selv med en AC-transformator med 1:1-vindingsforhold.

### Isoleret Coupled Inductor Ćuk Converter
Faktisk kan de to spoler teoretisk vikles på samme kerne (isoleret Coupled Inductor Ćuk Converter) og dermed udgøre en transformator med fordelen at output kan designes ripple-løs (ved CCM), men denne Ćuk-konverter kan ikke gøres stabil.

### Isoleret Integrated Magnetics Ćuk Converter
En isoleret Ćuk-konverter af Integrated Magnetics Ćuk Converter-varianten kan designes til at være ripple-løs (ved CCM) i både input og output, men denne kan kun under specielle designs gøres stabil.

## beslægtede konvertere

### Sepic
Single-Ended Primary Inductance Converter (SEPIC) er også i stand til at lave lavere og højere spændinger i forhold til input.